# Relations entre Israël et le Liban
Les relations entre Israël et le Liban sont des relations internationales s'exerçant entre l'État d'Israël et la République libanaise.

## Premiers contacts (1860-1920)
Initialement, les relations entre les premiers sionistes arrivés dans la région et les populations libanaises chrétiennes sont assez positives, voire cordiales. Ceci tient beaucoup au fait que lors des grands massacres de 1860, (traumatisme durable pour les chrétiens d'Orient), deux riches juifs occidentaux s'étaient distingués par leur action philanthropique et leur mobilisation pour faire cesser les exactions druzes et apporter un secours aux rescapés des massacres. En effet, Moses Montefiori (riche négociant britannique) et Adolphe Crémieux (un avocat français influent) sont les premiers à s'émouvoir du sort des Chrétiens arabes et faire pression pour que la France ou le Royaume-Uni Intervienne. Ce soutien aux victimes propage une image positive du judaïsme en général à travers les communautés chrétiennes du Moyen-Orient, prolongé par une politique d'achat de terres par les premières organisations sionistes qui n'hésitent pas à se rapprocher des chrétiens désireux de vendre leurs exploitations agricoles.
En 1908, un important projet de rachat, porté par l'association Les Amants de Sion d'une ferme détenue par un maronite devait préfigurer les premières esquisses de la colonisation foncière du Proche-Orient par les sionistes, bien qu'à terme le projet ne se réalisât jamais.

## Relation cordiale sur fond de contentieux territorial (1923-1948)
En 1916, alors que sont négociés les accords Sykes-Picot entre la France et le Royaume-Uni, les représentants du mouvement sioniste, dont Chaim Weizmann (futur président d’Israël) et David Ben Gourion (futur premier ministre), réclament l’extension de la frontière nord de la Palestine jusqu’à la partie sud du Litani, soit une cinquantaine de kilomètres au-delà de la frontière nord de l’actuel État d’Israël. En 1919, lors de la conférence de la paix de Paris, ils défendent leur vision du futur État, estimant que sa frontière nord doit aller de Saïda jusqu'au mont Hermon, en incluant notamment les villes de Naqoura, Tyr, Nabatieh, etc. Après la prise de contrôle de la Transjordanie par Abdallah Hussein, Les Britanniques décident de lui confier les rênes d'un nouvel émirat en 1923, ce qui équivaut à réduire considérablement le territoire du futur État juif en le limitant à la frontière du Jourdain. Cette réduction renforce les intenses revendications de la part des sionistes sur le Sud-Liban.
Le projet d'extension au Nord repose sur trois types d'arguments : économique, historique et géostratégique. Économiquement une extension du futur "foyer national juif " au nord permettrait d'assurer l’approvisionnement hydraulique du futur État, notamment en contrôlant le Litani ainsi que ses nombreux affluents. Sur le plan historico-religieux, les sionistes revendiquent un hypothétique droit d’antériorité que leur confèrerait selon eux la Bible. Le Sud-Liban serait la patrie possible des tribus juives d'Asher et de Nephtali, argument par exemple avancé par le leader sioniste Menahem Ussishkin. Enfin, sur le plan géo-stratégique, l'extension au Nord donnerait une profondeur stratégique pour la défense militaire du futur État hébreu. Du fait de l'opposition féroce de la France, qui souhaite sauvegarder les prétentions territoriales des maronites, le tracé de la frontière est fixé plus au Sud.
En 1954, le Premier ministre Ben Gourion, le ministre de la Défense Pinhas Lavon et le chef d’état-major Moshe Dayan conçoivent un plan d’invasion massive du Liban sud. Le projet est d’envoyer Tsahal conquérir la région afin de l’occuper durablement et d’y créer un «État chrétien» allié. Le ministre des Affaires étrangères et ancien premier ministre Moshé Sharett parvient à faire abandonner le projet.
La région des fermes de Chebaa, qui faisaient partie du Grand Liban, était occupée par la Syrie à partir des années 1950. Israël les occupe depuis la guerre des Six Jours, et considère même les avoir annexées (en tant que partie du plateau du Golan).

## Guerres et hostilité croissante (1948-1975)
Le Liban ne participe pas en tant que pays à la guerre israélo-arabe de 1948-1949, toutefois un nombre important de volontaires libanais s'engage contre Israël. L'état de guerre se termine par l'accord israélo-libanais, convenu le 23 mars 1949. Le Liban ne participe ni à la guerre des Six Jours en 1967 ni à la guerre du Kippour en 1973 et la frontière entre Israël et le Liban est relativement calme et stable. Toutefois de nombreuses attaques sur les villes du Nord d'Israël sont organisées par l'OLP depuis le Liban.
Le Liban a subi 140 attaques israéliennes entre 1949 et 1964, et plus de 3 000 entre 1968 et 1974. Le début de la guerre civile en 1975 accroit l'ingérence israélienne, principalement à travers le soutien militaire à l'extrême droite chrétienne.

## Ingérence dans la guerre civile libanaise et occupation (1975-2000)
Israël envahit une partie du Liban du Sud en 1978 (Opération Litani — qui provoque 1 186 morts civils et 285 000 réfugiés) puis l'intégralité en 1982 (opération Paix en Galilée — près de 20 000 morts parmi la population civile et 500 000 déplacés). L'intervention israélienne entraînera les ripostes d'un "arc chiite" associant la Syrie, l'Iran et, au Liban même, le Hezbollah.
De 1979 à 1983, les services secrets israéliens mènent une campagne à large échelle d’attentats à la voiture piégée qui tue des centaines de Palestiniens et Libanais, civils pour la plupart. Le général israélien David Agmon indique qu'il s'agit alors de « créer le chaos parmi les Palestiniens et les Syriens au Liban, sans laisser d’empreinte israélienne, pour leur donner l’impression qu’ils étaient constamment sous attaque et leur instiller un sentiment d’insécurité. » Le chroniqueur militaire israélien Ronen Bergman précise que l'objectif principal était de « pousser l’Organisation de libération de la Palestine à réagir pour fournir à Israël la justification d’une invasion du Liban. »
Le 16 juillet 1981, des roquettes palestiniennes tuent trois civils israéliens. Le lendemain, l'aviation israélienne bombarde massivement des bureaux de l’OLP à Beyrouth, tuant entre 200 et 300 personnes, principalement des civils libanais, et en blessant plus de 800.
Le 17 mai 1983, les différents gouvernements parviennent à un nouvel accord, selon lequel la guerre serait finie et les gouvernements négocieraient tout différend à travers un comité incluant les États-Unis. En outre, le Liban ferait obstacle aux opérations intérieures des forces hostiles à Israël.
Le Sud-Liban est occupé par Israël jusqu'en juin 2000. Une milice collaborationniste, l’armée du Liban sud, est levée, et doit faire face aux attaques du Hezbollah. Entre 1982 et 2000, cette politique de «normalisation frontalière » permet notamment à Israël d’exploiter les ressources agricoles et hydrauliques du Liban, en particulier les eaux du Hasbani.
Israël lance une opération au Liban en avril 1996 ciblant le Hezbollah, laquelle conduit au massacre de Cana au cours duquel plus d'une centaine de civils réfugiés dans un camp de l'ONU sont tués sous les bombes.

## Forte dégradation pendant la 6ème guerre Israélo-arabe (2006)
Les tensions entre les deux pays atteignent leurs apogées lors du conflit israélo-libanais de 2006 déclenché des attaques de roquettes du Hezbollah contre les villes israéliennes et la capture de soldats de Tsahal par le groupe islamiste chiite, suivies de la riposte d'Israël. Celui-ci s'achève par un cessez-le-feu et par l'adoption par le conseil de sécurité de l'ONU de la résolution 1701.
En avril 2009, les autorités libanaises annoncent l'arrestation de près de 100 espions présumés du Mossad au Liban.
Des tensions éclatent par ailleurs en 2010 après la découverte par Israël de ressources de gaz naturel en mer Méditerranée situées dans sa zone économique territoriale exclusive tandis que le Liban affirme que ces ressources font partie de son intégrité territoriale,.

## Incidents de frontière et rivalités gazières
L'aviation israélienne survole presque quotidiennement les territoires libanais, en violation de la souveraineté du Liban.
Le 3 août 2010, un incident de frontière oppose les armées libanaise et israélienne sur la ligne bleue, le plus grave depuis le conflit de 2006.
Le 25 avril 2013, la Force aérienne et spatiale israélienne abat un drone du Hezbollah au large de Haïfa. Le 23 août 2013, Israël lance des frappes aériennes contre des positions du FPLP-CG au Liban en réponse à des attaques de roquette contre son territoire.
Israël mène tout au long de l'année 2013 des attaques contre des positions du Hezbollah. L'un des cadres du parti, Hassan al-Laqqis, est assassiné en décembre à Beyrouth. Le 15 décembre 2013, un soldat israélien est tué par un soldat libanais, qui agissait apparemment sans ordre, près de la frontière. Le gouvernement israélien annonce : « Pour cette fois nous n'allons pas chercher l'escalade. Mais il ne faudrait pas que cela se reproduise trop souvent ».
Des bombardements aériens israéliens contre le Hezbollah font douze morts le 10 janvier 2015. Le 28 janvier, deux soldats israéliens sont tués dans la région des fermes de Chebaa dans l'extrême nord du Golan, lors d'une série d'attaques lancées par le Hezbollah. Pour Benedetta Berti, chercheuse à l'Institut israélien d'études sur la sécurité nationale, il s'agit de l'incident le plus grave entre Israël et le Liban depuis la fin de la seconde guerre du Liban en 2006. Le porte-parole de l'armée israélienne déclare peu après l'attaque : « nous tenons le Hezbollah et les autorités libanaises pour responsables de ces événements très graves ». Un casque bleu espagnol est tué dans les tirs de représailles israéliens, ce dont Israël s'excuse auprès de l'Espagne.
Le 7 février 2018, le président libanais Michel Aoun met en garde Israël contre sa volonté de construire un mur à la frontière.
Le premier ministre libanais Saad Hariri décide en décembre 2018 de déposer une plainte contre Israël aux Nations unies après qu'une violation de l'espace aérien libanais par l’aviation israélienne eût failli provoquer une « catastrophe [...] deux avions civils remplis de passagers ayant failli être touchés ».
À partir de novembre 2023, dans le contexte d'offensive de l'armée israélienne sur la bande de Gaza, la frontière israélo-libanaise est à nouveau théâtre d'affrontements. Israël est passé à l’offensive en menant des raids aériens en profondeur sur le Hezbollah. Entre 300 et 400 combattants sont tués (en date d'aout 2024). Israël a fait en sorte de vider la bande frontalière de toute présence humaine au Liban sud, notamment en utilisant des bombes au phosphore. Quelque 100 000 Israéliens ont par ailleurs été déplacés par mesure de sécurité du nord d’Israël en raison des tirs de missiles du Hezbollah.